# Die Daltons (2010)
Die Daltons (im Französischen bekannt als Les Dalton) ist eine animierte Fernsehserie aus Frankreich, die auf den Werken des Künstlers Morris und des Comic-Autors Rene Goscinny basiert und sich auf die vier Dalton-Brüder aus der Comic-Serie Lucky Luke konzentriert, die vergeblich versuchen, aus dem Gefängnis zu entkommen. Die Serie wurde in den Jahren 2009–2014 von Charles Vaucelle produziert.

## Handlung
Als Gefangene eines Gefängnisses in der Wüste von Nevada versuchen die Dalton-Brüder aus dem Gefängnis zu entkommen, ohne jedoch ihr Ziel zu erreichen. Dabei schmiedet insbesondere Joe, der älteste  der vier Brüder, immer wieder wahnwitzige Pläne zum Ausbrechen.

## Figuren

### Hauptfiguren
- Joe Dalton – Joe ist der älteste, kleinste, wütendste und böseste der Dalton-Brüder, welcher der Anführer der Dalton-Brüder ist und dessen Pläne für den Gefängnisausbruch letztendlich immer zum Scheitern verurteilt sind.
- Jack Dalton – Jack ist der zweite Bruder. Er ist sehr zurückgezogen, aufmerksam und ruhig. In manchen Folgen wird seine Stärke als handwerkliches Genie offenbart.
- William Dalton – William ist der intelligenteste und kultivierteste der Dalton-Brüder. Er ist ebenfalls sehr ruhig, kann intellektuelle Aufgaben lösen und ist sogar in der Lage, alte Texte wie Nahuatl (die Sprache der Azteken) zu übersetzen. Insbesondere zu Jack steht er in einer engeren Beziehung.
- Averell Dalton – Averell ist der größte, jüngste und dümmste der Brüder, was eine häufige Ursache für gescheiterte Ausbruchsversuche darstellt. Er ist sensibel und aufgrund seiner Naivität auch sehr ehrlich. Seine Talente liegen vor allem im Kochen sowie in der Kunst, beispielsweise im Malen oder Origami.

- Melvin Peabody – Melvin ist der Direktor des Gefängnisses, auch wenn viele Entscheidungen von Miss Betty getroffen werden. Insbesondere auf die Daltons hat er ein Auge geworfen und er gerät in Panik, sobald er Annahme zu einem neuen Fluchtversuch hat. Charakterlich ist er ziemlich selbstbewusst, impulsiv, jedoch auch gierig. Er träumt davon, mit seinem Gefängnis berühmt zu werden. Sein Charakter wird zudem in der englischen Version der Serie durch einige sprachliche Auffälligkeiten geprägt.
- Miss Betty – Miss Betty ist als Betreuerin für die Gefangenen angestellt und zudem die zweite Hand des Direktors. Da sie die einzige Frau im Gefängnis ist, haben die Mehrheit der Insassen ebenso wie Mr. Peabody eine Schwäche für sie. Sie ist eine charakterlich sehr starke Frau, welche nicht selten ihren Willen durchsetzt. Darüber hinaus ist sie jedoch auch sanft und fürsorglich. Besonders zu Averell Dalton scheint sie aufgrund seines sanften Gemüts und seines ehrlichen Interesses für Mode eine besondere Schwäche zu haben. Sie stammt aus einer Familie von Verbrechern und hat eine kriminelle Schwester namens Lucie.
- Rantanplan – Rantanplan ist der dümmliche Wachhund des Gefängnisses. Als einziges Tier in der Serie kann er sprechen (zumindest aus Sicht des Zuschauers). Insbesondere Joe scheint er zugetan zu sein, wobei er jedoch ungewollt in vielen Folgen für das Scheitern seiner Pläne sorgt.

### Wiederkehrende Figuren
- Pete und Emett – Sie sind beide Wärter im Gefängnis, wobei sie sich jedoch ziemlich tollpatschig anstellen. Sie scheinen sich sehr nahezustehen und die meiste Zeit unterhalten sie sich, anstatt die Gefangenen zu überwachen. In vielen Folgen schließen sie Wetten auf die Erfolgschancen der Daltons ab.
- Verrückter Wolf – Er ist der Häuptling des Bras-Cassés-Stammes, welcher nahe dem Gefängnis ansässig ist. In vielen Folgen hilft er, die Daltons wieder einzufangen.
- Fabelhafter Falke – Der Medizinmann des Stammes. Im Gefängnis hält oft Vorträge und stellt die Kultur und Bräuche der amerikanischen Ureinwohner vor. Oft hat er auch eine Rolle als Zauberer. Nicht selten werden ihm jedoch magische Gegenstände von den Daltons gestohlen.
- Ma Dalton – Ma Dalton ist die Mutter der Daltons. Sie ist ungefähr so groß wie Joe und hat eine Schwäche für Averell. Sie selbst ist eine stolze Kriminelle, erwartet aber dennoch von ihren Kindern gutes Benehmen und Manieren.
- Ming Lee Fu – Er ist der chinesische Gefängniswäscher. Zudem kennt er sich in Akupunktur, Hypnose, chinesischem Feuerwerk und Kung Fu aus. Im Gefängnis ist seine Wäscherei eine Pagode, in welcher er auch lebt.

## Synchronisation
Original wurde die Serie im Französischen vertont, unter anderem gibt es jedoch auch eine deutsche Synchronisation.
| Figur          | Französischer Sprecher | Deutscher Sprecher        |
| -------------- | ---------------------- | ------------------------- |
| Joe Dalton     | Christophe Lemoine     | Lutz Schnell              |
| Jack Dalton    | Bruno Fender           | Roman Kretschmer          |
| William Dalton | Julien Cafaro          | Charles Rettinghaus       |
| Averell Dalton | Bernard Alane          | Mario von Jascheroff      |
| Melvin Peabody | Stephane Ronchewski    | Frank-Otto Schenk         |
| Miss Betty     | Edwige Lemoine         | Ulrike Stürzbecher        |
| Rantanplan     | Francois Morel         | Constantin von Jascheroff |

## Veröffentlichung
Die Serie wurde am 31. Mai 2010 veröffentlicht. Ausgestrahlt wurde sie auf dem französischen Sender France 3.